# Walter Sydney Adams
Walter Sydney Adams (ur. 20 grudnia 1876 w Kassab, zm. 11 maja 1956 w Pasadenie) – amerykański astronom, w latach 1935–1948 wiceprezes Międzynarodowej Unii Astronomicznej, współtwórca metody paralaks spektroskopowych.

## Życiorys
Urodził się w syryjskim miasteczku Kassab (okolice Antiochii), jako syn misjonarzy Luciena Harpera Adamsa i Nancy Dorrance Francis. Po powrocie rodziny do Derry w stanie New Hampshire w 1885 r. Adams uczęszczał do szkół publicznych i prywatnych, kończąc w 1894 roku Phillips Academy w Andover, z zamiarem kontynuowania kariery w astronomii. Szkolił się pod kierunkiem Edwina Branta Frosta w Dartmouth College, macierzystej uczelni swojego ojca, uzyskując dyplom A.B. w 1898 roku, a stamtąd udał się na University of Chicago, studiując mechanikę nieba na kampusie i praktyczną technikę astrofizyczną w nowo otwartym Obserwatorium Yerkes w Chicago w Williams Bay (Wisconsin), stworzonym przez George’a Hale’a, gdzie pracował przez 2 lata.
Edukację kontynuował w Monachium, a po powrocie z Niemiec zatrudnił się, w kierowanym przez George’a Hale’a, Mount Wilson Observatory. W latach 1923–1945 był dyrektorem tej placówki. Prowadził badania Słońca przy użyciu technik spektroskopowych, co doprowadziło do odkrycia, że plamy słoneczne mają niższą temperaturę i wyższe pole magnetyczne, niż oczekiwano. Wraz z Theodorem Dunhamem zaobserwował obecność ditlenku węgla w atmosferze Wenus. Jego obserwacje Syriusza B pozwoliły rozpoznać w nim białego karła.

## Wyróżnienia i nagrody
- Złoty Medal Królewskiego Towarzystwa Astronomicznego (1917)
- Medal Henry’ego Drapera (1918)
- Prix Jules-Janssen
- Medal Bruce (1928)
- Henry Norris Russell Lectureship (1947)

Jego imieniem nazwano planetoidę (3145) Walter Adams i krater uderzeniowy na Marsie.
Krater księżycowy Adams został nazwany na cześć Waltera Adamsa, Johna Adamsa oraz Charlesa Adamsa.